# Niter kibbeh

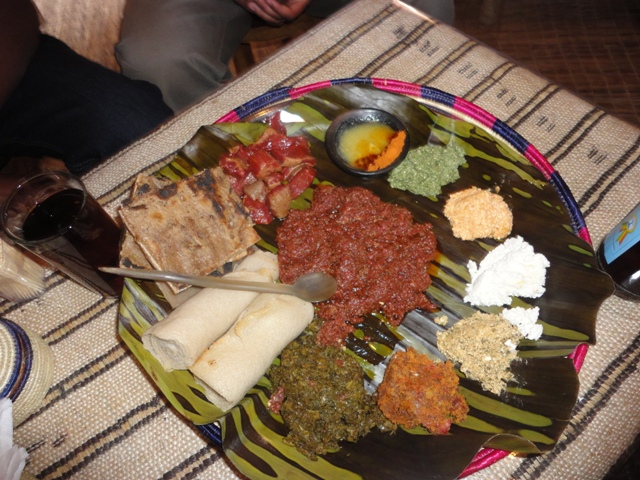
Aspecto del alimento

Niter kibbeh o niter qibe (En ge'ez ንጥር ቅቤ niṭer ḳibē), denominado también como tesmi (en tigriña), es una mantequilla clarificada muy típica de la cocina etíope. Es una preparación muy similar al ghee indio, pero a diferencia de este último el niter kibbeh lleva diferentes especias como el comino, coriandro, cúrcuma, cardamomo, canela o nuez moscada.